# Bulgarije op de Olympische Zomerspelen 1896
Het Bulgaars Olympisch Comité claimt de deelname van één gymnast, Charles Champaud, aan de in Athene (Griekenland) gehouden Olympische Zomerspelen 1896. Hierdoor is Bulgarije een van de veertien landen die deelnamen aan de eerste Olympische Spelen.
Champaud, een Zwitsers gymnastiekleraar die in Sofia woonde, wordt ook vaak gezien als Zwitsers deelnemer.

## Deelnemers en resultaten
(m) = mannen, (v) = vrouwen 

### Gymnastiek

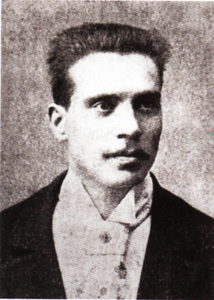
Charles Champaud

| Olympiër         | Discipline        | Resultaat | Prestatie |
| ---------------- | ----------------- | --------- | --------- |
| Charles Champaud | paard voltige (m) | onbekend  |           |
| Charles Champaud | brug (m)          | onbekend  |           |
| Charles Champaud | sprong (m)        | onbekend  |           |

Australië · Bulgarije · Chili · Denemarken · Duitsland · Frankrijk · Griekenland · Groot-Brittannië · Hongarije · Italië · Oostenrijk · Verenigde Staten · Zweden · Zwitserland · Gemengde teams